# Брентуд
Вижте пояснителната страница за други значения на Брентуд.
Брѐнтуд (на английски: Brentwood, на английски се изговаря по-близко до Брентууд) е град в Югоизточна Англия, графство Есекс. Той е жилищно предградие на Лондон, разположено на около 30 km от неговия център. Населението му е около 44 800 души.